# فرانچسکو روکا
فرانچسکو روکا (به ایتالیایی: Francesco Rocca) بازیکن فوتبال و اهل ایتالیا است که از سال ۱۹۷۴ میلادی عضو تیم ملی فوتبال ایتالیا بوده و در ۱۸ بازی ملی حضور داشته‌است. او در بازی‌های ملی‌اش ۲ گل به ثمر رساند.
فرانچسکو روکا آخرین بازی ملی خود را در سال ۱۹۷۶ میلادی انجام داد.